# 霊空
霊空（れいくう、承応元年（1652年）- 元文4年10月4日（1739年11月4日））は、江戸時代中期の天台宗の僧。名は光謙。幻々庵と号する。筑前国福岡の出身。

## 略歴
17歳で比叡山に登り、その後比叡山西塔の星光院の院主となった。27歳のとき妙立（慈山）に師事し、1690年（元禄3年）に妙立が没した後は、その弟子を率いて僧風の復興に努めた。江戸時代中期には、南北朝時代に始まった本覚思想の口伝法門が広まり、天台教学・僧儀の退廃が目立ってきたことから、定慧の二学を刷新し、戒律学における四分律兼学による律儀を導入するなど僧風の是正につとめた。1693年（元禄6年）輪王寺宮公弁法親王の命により比叡山横川飯室谷の安楽院を天台・四分律兼学の安楽律院に改め、安楽院流の祖となった。